# Teichfledermausgewässer (Naturschutzgebiet)
Die Teichfledermausgewässer sind ein Naturschutzgebiet in den niedersächsischen Gemeinde Loxstedt, Hagen im Bremischen und Beverstedt im Landkreis Cuxhaven.

## Allgemeines
Das Naturschutzgebiet mit dem Kennzeichen NSG LÜ 344 ist rund 633 Hektar groß. Es umfasst Teile des FFH-Gebietes „Teichfledermausgewässer im Raum Bremerhaven/Bremen“ und überlagert sich entlang des Rechten Nebenarms der Weser mit dem EU-Vogelschutzgebiet „Unterweser“. Im Bereich des Aschwardener Flutgrabens grenzt das Naturschutzgebiet an das Naturschutzgebiet „Unterwesermarsch“, über das es mit dem Naturschutzgebiet „Teichfledermausgewässer in der Gemeinde Schwanewede“ vernetzt ist, das die weiteren im Landkreis Osterholz liegenden Teile des FFH-Gebietes „Teichfledermaus-Gewässer im Raum Bremerhaven/Bremen“ umfasst. Im Südwesten grenzt es stellenweise an das Naturschutzgebiet „Tideweser“. Das Gebiet steht seit dem 21. Dezember 2018 unter Naturschutz. Zuständige untere Naturschutzbehörde ist der Landkreis Cuxhaven.

## Beschreibung
Das Naturschutzgebiet erstreckt sich über mehrere Fließgewässer sowie verschiedene Stillgewässer zwischen Bremerhaven und Bremen. Es besteht aus mehreren Teilflächen und umfasst die Lune von der Einmündung des Beverstedter Bachs westlich von Beverstedt bis Bremerhaven mit einigen Altarmen, der Alten Lune mit einem Abschnitt der Balge, der Alten Lune-Schleife, den Beverstädter Bach von der Querung durch die B 71 bis zur Mündung in die Lune, der Gackau nördlich von Wittstedt bis zur Mündung in die Lune, der Drepte von Wulsbüttel bis zum Drepter Siel und dem Aschwardener Flutgraben von der Kreisgrenze zum Landkreis Osterholz bis zum Aschwarder Siel. Die Gewässerrandstreifen sind jeweils auf einer Breite von zehn Metern in das Naturschutzgebiet einbezogen. Weiterhin umfasst das Naturschutzgebiet stellenweise auch naturnah entwickelte Niederungen der Fließgewässer, darunter extensiv genutzte Grünländer, Überschwemmungsgebiete am Unterlauf der Drepte, Röhrichte und Bruchwälder am Unterlauf der Lune und am Mittellauf der Drepte sowie Laub- und Moorwälder bei Wulsbüttel, sowie den Stoteler See mit seinen Uferzonen und zahlreiche ehemalige Kleiabbaugewässer (Pütten) in der Osterstader Marsch.
Die Ufer der Lune als langsam strömernden Niederungsfluss sind überwiegend mit Hochstaudenfluren oder Röhrichten bewachsen, an die sich Grünländer anschließen. Stellenweise wird die Lune von Gehölzen begleitet, kleinflächig sind naturnahe Bruchwälder ausgebildet.
Die Drepte verläuft zwischen Wulsbüttel und Hagen im Bremischen relativ naturnah durch ihre Aue mit Bruch- und Auwaldresten, Röhrichten und Weiden. Unterhalb von Hagen im Bremischen verläuft sie durch eine überwiegend von Grünländern eingenommene Niederung und wird von Hochstaudenfluren oder Röhrichten begleitet. Unterhalb der Querung der Drepte durch die A 27 geht der Fluss in die Osterstader Marsch über. Hier ist er bedeicht. Die Vordeichflächen werden überwiegend als Weide genutzt.
Der Aschwardener Flutgraben verläuft durch landwirtschaftlich genutzte Flächen. Seine Ufer werden von Hochstaudenfluren und Röhrichten sowie Ruderalfluren eingenommen. Kleinflächig sind Ufergehölze und Bruchwälder ausgebildet.
Die Stillgewässer sind durch Bodenabbau entstanden: Der Stoteler See durch Kies- und Sandabbau, die Pütten durch den Abbau von Klei für den Deichbau. Die Ufer werden von Schilfröhrichten und Weidengebüschen oder anderen Gehölzen eingenommen. Am Stoteler See sind auch angrenzende Bruch- und Laubwälder in das Naturschutzgebiet einbezogen. Die Stillgewässer wie auch Altarme der Fließgewässer beherbergen Verlandungs- und Wasservegetation, u. a. mit Vorkommen von Laichkraut- und Froschbissgesellschaften.
Das Naturschutzgebiet dient dem Schutz der Teichfledermaus, die die Gewässer als Jagdrevier nutzt. Weiterhin haben die Gewässer eine Bedeutung für den Fischotter und verschiedene Fisch- und Rundmaularten, insbesondere für Bitterling und Bach- und Flussneunauge. Die Pütten – insbesondere die im Überflutungsbereich der Weser im Süden des Naturschutzgebietes liegenden – sind Lebensraum zahlreicher Vogelarten.
Im Naturschutzgebiet brüten u. a. Rohrweihe, Wasserralle, Wachtelkönig, Rotschenkel, Rohrschwirl, Schilfrohrsänger, Blaukehlchen und Braunkehlchen. Der Weißstorch nutzt das Gebiet als Nahrungshabitat. Weiterhin hat das Gebiet Bedeutung als Rast- und Nahrungshabitat u. a. für Singschwan, Weißwangengans, Blässgans, Mantelmöwe, Lachmöwe, Säbelschnäbler, Kiebitz, Löffelente und Pfeifente.